# Конвой адмирала Колчака
Конвой Верховного Правителя и Верховного Главнокомандующего — подразделение Белого движения, предназначенное для охраны адмирала Колчака.  

## История
Оказавшись у власти в результате омских событии 17-18 ноября 1918 г. Верховный Правитель и Верховный Главнокомандующий адмирал Александр Васильевич Колчак первое время обходился обычной охраной, не составлявшей отдельной части. Вопросами создания собственного конвоя он занялся лишь в конце января 1919 г.
Приказом Верховного Правителя 21 января 1919 г. № 27 предписывалось «возложить на исполняющего обязанности начальника Конвоя Верховного Правителя капитана Удинцева формирование команды Конвоя...» (приказа о назначении Удинцева на должность обнаружить не удалось). В тот же день приказом № 28 объявлялся временный штат команды Конвоя, согласно которому в нем должны были состоять: 6 младших офицеров, 1 фельдфебель, 18 унтер-офицеров, 120 рядовых, 10 конных ординарцев, 5 телефонистов, 5 пулеметчиков, 1 горнист, 1 барабанщик и 3 нестроевых чинов.
Весной и летом 1919 года Конвой неоднократно поднимался «в ружье» по поводу действительных или малозначительных опасений для личности адмирала, но все это в конечном счете были ложные тревоги. Однако в сентябре-октябре пришлось даже вести бои на фронте — в междуречье Ишима и Тобола, где войска Колчака попали в окружение. В боевой обстановке конвойцы проявили себя отлично.
Однако главной своей проверки, в январе 1920 г. Конвой не выдержал. Поражение войск адмирала, находившегося в Нижнеудинске, было уже к этому моменту очевидным, и он обсуждал с союзниками возможности эвакуации. Однако он не соглашался на то, чтобы спастись одному, оставив своих подчиненных и преданных солдат на произвол судьбы. Колчак предложил желающим конвойцам остаться с ним, остальным же он предоставил полную свободу действий. На другой день все солдаты Конвоя, за исключением нескольких человек, перешли в город к большевикам. С адмиралом остались лишь несколько десятков офицеров. Измена Конвоя нанесла огромный моральный удар по Колчаку. 

## Униформа
Судя по всему, сначала Конвой не имел особой униформы. Описание таковой было объявлено только 3 мая 1919 г. в приказе по военному ведомству где указывалось, что обмундирование офицеров и солдат Конвоя должно быть «oбразца походного мундира» защитного цвета со следующими отличиями: фуражка — «тульи красного сукна, околыш черный, канты по краям околыша и на тулье белые погоны красного сукна с белыми кантами, без шифровок, у офицеров прибор золотой»; обшлага мундира — кавалерийского образца с белым кантом; повседневные шаровары — защитные с белым кантом и двойными краповыми лампасами (шириной по 3 см); шаровары парадные — крапового сукна с белым кантом; нож и плечевая портупея — белой лосиной кожи; сапоги — русского образца. Не до конца ясен термин «походный мундир», применявшийся обычно только по отношению к суконному офицерскому мундиру образца 1908 года (именовавшемуся в хлопчатобумажном варианте кителем), солдатский аналог которого был заменен в 1911 г. на суконную же рубаху. Следует ли понимать, что все чины носили офицерcкий походный мундир, или как-то удалось раздобыть отмененные солдатские, либо же солдаты носили рубахи — не ясно. Столь же таинственным представляется отсутствие всяких упоминаний о шинели.
В книге П. Флеминга «Судьба адмирала Колчака» упоминалось, что охрана носила британские мундиры цвета хаки с широкими краповыми погонами с белым кантом.

## В искусстве
- Конвой показан в сериале «Адмиралъ».

## Cм. также
- Огрохин, Лазарь Иванович — командир батальона в Конвое.